# Santa Cruz (freguesia)
Santa Cruz is een plaats (freguesia) in de Portugese gemeente Santa Cruz en telt 6070 inwoners (2001).